# Danza degli amorini
La Danza degli amorini è un dipinto a olio su rame di Francesco Albani, databile al 1660 circa e conservato alla Pinacoteca di Brera a Milano. 

## Storia e descrizione
Rappresenta una festosa danza di amorini intorno ad un albero, sul quale altri putti suonano vari strumenti. In primo piano, sono gli strumenti degli amorini, archi e faretre, deposti sull'erba. Sullo sfondo, a sinistra è una donna rapita e trascinata via su un carro, scena identificata come il ratto di Proserpina da parte di Plutone, che innamoratosene la portò con sé negli inferi per farne la sua sposa. A destra invece fra le nubi Venere con la fiaccola bacia cupido, mentre sotto è il tempio di Vesta, ancor oggi esistente a Roma, dove veniva conservato il fuoco sacro.
Il dipinto pervenne alla Pinacoteca nel 1811, con l'acquisto della collezione Sampieri proveniente da Bologna. Era considerato dai Sampieri fra i pezzi di maggior pregio della collezione, e commissionarono a Marcantonio Franceschini il Trionfo di Venere, per esporlo come pendant al dipinto di Albani.
Non fu tuttavia commissionato direttamente dai Sampieri, e le vicende della sua realizzazione sono ignote. Secondo recenti studi eseguiti in occasione del restauro, i temi rappresentati sembrano far pensare ad una commissione legata ad un matrimonio o una promessa nuziale. A ciò si riferirebbero gli amorini che festeggiano una volta deposte le armi con cui fanno innamorare gli amanti, il rapimento per amore di Proserpina da parte del dio degli inferi, e il fuoco sacro di Vesta simbolo di amore eterno.